# Arthur Breed
Arthur Hastings Breed Sr. (* 27. November 1865 in San Francisco, Kalifornien; † 28. April 1953 in Piedmont, Kalifornien) war ein US-amerikanischer Politiker. Zwischen 1917 und 1919 sowie nochmals von 1934 bis 1935 war er kommissarischer Vizegouverneur des Bundesstaates Kalifornien.

## Werdegang
Arthur Breed wird in einigen offiziellen Listen der Vizegouverneure von Kalifornien nicht aufgeführt. Trotzdem hat er dieses Amt in verschiedenen Jahren für einige Zeit bekleidet. Er war acht Jahre lang als Revisor und Assessor bei der Stadt Oakland angestellt. Politisch schloss er sich der Republikanischen Partei an. Zwischen 1916 und 1934 war er Mitglied und President Pro Tempore des Senats von Kalifornien. Das ist die bisher längste Amtszeit eines amtierenden Senatspräsidenten in Kalifornien. Dem Senat hatte er bereits seit 1913 angehört.
Während seiner Zeit als President Pro Tempore musste Breed mehrfach kommissarisch das Amt des Vizegouverneurs übernehmen. Das betraf im Einzelnen die Zeiträume zwischen dem 15. März 1917 und dem 7. Januar 1919 sowie vom 7. Juni 1934 bis zum 8. Januar 1935. Offiziell hat er diese Tätigkeit nur während der Sitzungsperioden des Staatssenats ausgeübt. Wie die Vertretung des Gouverneurs in den Zwischenzeiten geregelt war, lassen die Quellen offen. Der Grund für die kommissarische Übernahme des Amts des Vizegouverneurs war, dass jeweils der amtierende Vizegouverneur in das Amt des Gouverneurs aufrückte und der President Pro Tempore des Staatssenats entsprechend der Staatsverfassung das Amt des Vizegouverneurs übernehmen musste.
Nach dem Ende seiner Zeit als Vizegouverneur und President Pro Temore des Staatssenats ist Arthur Breed politisch nicht mehr in Erscheinung getreten. Er starb am 28. April 1953 in Piedmont.